# Всеобщие выборы в Буркина-Фасо (2020)
Всеобщие выборы 2020 года в Буркина-Фасо состоялись 22 ноября. На президентских выборах действующий президент Рок Каборе, представляющий партию «Народное движение за прогресс», был переизбран в первом туре с результатом 57,7 % голосов, что позволило избежать второго тура голосования. Главный фокус избирательной кампании основных кандидатов был на растущей опасности, которую представляют для страны действия террористов и националистических экстремистов.

## Электоральная система
Президент Буркина-Фасо избирается на всеобщем голосовании в двух турах, второй тур проводится в случае, если в первом ни один из кандидатов не набирает абсолютного большинства голосов.
В Национальную Ассамблею Буркина-Фасо 127 членов избираются по партийным спискам, а 111 членов — от 45 многомандатных округов (от 2 до 9 мандатов) и 16 по единому общенациональному округу.

## Избирательная кампания
В феврале 2019 года бывший премьер-министр Кадре Дезире Уэдраого заявил, что будет участвовать в президентских выборах.

## Ход голосования
Из-за нестабильной политической ситуации более 17 % населения страны не были внесены в списки избирателей. 52 из 127 членов Национальной Ассамблеи заявили, что не смогут проводить избирательную кампанию в своих округах из-за опасений за собственную безопасность. Несмотря на это, в условиях растущего давления общества на правительство с целью недопущения переноса выборов 24 августа Национальная Ассамблея ввела своим постановлением чрезвычайное положение. Этот режим позволил провести выборы по обычной схеме, а на территориях, где по причинам безопасности голосование невозможно провести в полном объёме, результат был определён по голосованию на тех участках, которые удастся открыть в день голосования. По состоянию на начало агитационной кампании, в 6 из 13 регионов страны были муниципалитеты, где её не удалось организовать из-за форс-мажорных обстоятельств.
Из-за пандемии COVID-19 регистрация избирателей была приостановлена с 20 марта до 25 мая .
В день голосования не открылось 926 из 19 236 участков, что лишило возможности проголосовать 596 756 зарегистрированных избирателей
.

## Результаты голосования

### Выборы президента
|                                           | Кандидат                    | Партия                                                                     | Результат | Результат |
| Голоса                                    | Кандидат                    | Партия                                                                     | %         |           |
| ----------------------------------------- | --------------------------- | -------------------------------------------------------------------------- | --------- | --------- |
|                                           | Рок Каборе                  | Народное движение за прогресс                                              | 1 645 229 | 57,74     |
|                                           | Эдди Комбойго               | Конгресс за демократию и прогресс                                          | 442 693   | 15,54     |
|                                           | Зефирен Диабре              | Союз за прогресс и реформы                                                 | 354 988   | 12,46     |
|                                           | Кадре Дезире Уэдраого       | Действовать вместе                                                         | 95 661    | 3,36      |
|                                           | Таиру Барри                 | Партия национального возрождения                                           | 62 231    | 2,18      |
|                                           | Аблассе Уэдраого            | Другое Фасо                                                                | 51 461    | 1,81      |
|                                           | Жильбер Нуэр Уэдраого       | Альянс за демократию и федерацию — Африканское демократическое объединение | 45 263    | 1,59      |
|                                           | Исаак Зида                  | Патриотическое движение спасения                                           | 43 537    | 1,53      |
|                                           | Абдулайе Сома               | Движение «Солнце будущего»                                                 | 40 724    | 1,43      |
|                                           | Сеги Амбруаза Фарана        | Организация африканских народов — Буркина-Фасо                             | 25 916    | 0,91      |
|                                           | Кьемдоро до Паскало Сессума | Образ Буркина                                                              | 20 068    | 0,70      |
|                                           | Йели Моник Кам              | Движение за возрождение Буркина                                            | 15 322    | 0,54      |
|                                           | Клод Эме Тассембедо         | Независимый                                                                | 6 442     | 0,23      |
| Всего голосов                             | Всего голосов               | Всего голосов                                                              | 2 849 535 | 100,00    |
| Недействительные бюллетени                | Недействительные бюллетени  | Недействительные бюллетени                                                 | 123 055   | 4,14      |
| Всего бюллетеней                          | Всего бюллетеней            | Всего бюллетеней                                                           | 2 972 590 | 100,00    |
| Избиратели / Явка                         | Избиратели / Явка           | Избиратели / Явка                                                          | 5 918 844 | 50,22     |
| Источник: Решение Конституционного Совета |                             |                                                                            |           |           |

### Парламентские выборы
|                                         | Партия                                                                     | Голосов   | %      | Места  | Места | Места | Места |
| Округ                                   | Партия                                                                     | Голосов   | %      | Список | Всего | +/-   |       |
| --------------------------------------- | -------------------------------------------------------------------------- | --------- | ------ | ------ | ----- | ----- | ----- |
|                                         | Народное движение за прогресс                                              | 968 980   | 34,59  | 50     | 6     | 56    | +1    |
|                                         | Конгресс за демократию и прогресс                                          | 371 633   | 13,27  | 18     | 2     | 20    | +2    |
|                                         | Союз за прогресс и реформы                                                 | 285 202   | 10,18  | 10     | 2     | 12    | -21   |
|                                         | Новая эра для демократии                                                   | 155 995   | 5,57   | 12     | 1     | 13    | +10   |
|                                         | Альянс за демократию и федерацию — Африканское демократическое объединение | 69 179    | 2,47   | 2      | 1     | 3     | 0     |
|                                         | Союз для возрождения/Санкаристское движение                                | 68 727    | 2,45   | 4      | 1     | 5     | 0     |
|                                         | Патриотическое объединение за целостность                                  | 67 304    | 2,40   | 2      | 1     | 3     | новая |
|                                         | Партия за развитие и перемены                                              | 56 407    | 2,01   | 2      | 1     | 3     | +3    |
|                                         | Движение за будущее Буркина-Фасо                                           | 55 136    | 1,97   | 3      | 1     | 4     | новая |
|                                         | Новый альянс Фасо                                                          | 48 499    | 1,73   | 0      | 0     | 0     | -2    |
|                                         | Национальный конвент за прогресс                                           | 37 042    | 1,32   | 2      | 0     | 2     | новая |
|                                         | Действовать вместе                                                         | 36 163    | 1,29   | 2      | 0     | 2     | новая |
|                                         | Пан-африканский альянс за возрождение                                      | 29 577    | 1,06   | 1      | 0     | 1     | новая |
|                                         | Прогрессисты за обновление                                                 | 28 894    | 1,03   | 1      | 0     | 1     | новая |
|                                         | Союз за республику и демократию                                            | 28 864    | 1,03   | 0      | 0     | 0     | новая |
|                                         | Партия за демократию и социализм / Метба                                   | 27 757    | 0,99   | 1      | 0     | 1     | 0     |
|                                         | Движение SENS                                                              | 26 849    | 0,96   | 0      | 0     | 0     | новая |
|                                         | Патриотическое движение спасения                                           | 26 369    | 0,94   | 0      | 0     | 0     | новая |
|                                         | Организация за демократию и труд                                           | 24 869    | 0,89   | 0      | 0     | 0     | -1    |
|                                         | Движение за перемены и возрождение                                         | 22 809    | 0,81   | 0      | 0     | 0     | новая |
|                                         | Альянс альтернативных сил                                                  | 21 443    | 0,77   | 0      | 0     | 0     | новая |
|                                         | Объединение за прогресс и солидарность — Поколение 3                       | 20 639    | 0,74   | 1      | 0     | 1     | новая |
|                                         | Движение «Солнце будущего»                                                 | 11 224    | 0,40   | 0      | 0     | 0     | новая |
|                                         | Партия национального возрождения                                           | 9 395     | 0,34   | 0      | 0     | 0     | -2    |
|                                         | Другое Фасо                                                                | 6 370     | 0,23   | 0      | 0     | 0     | -1    |
|                                         | Движение за возрождение Буркина                                            | 2 748     | 0,10   | 0      | 0     | 0     | новая |
| Всего голосов                           | Всего голосов                                                              | 2 801 272 | 100,00 |        |       |       |       |
| Недействительные бюллетени              | Недействительные бюллетени                                                 | 126 487   | 4,75   |        |       |       |       |
| Всего бюллетеней                        | Всего бюллетеней                                                           | 2 927 759 | 100,00 |        |       |       |       |
| Избиратели / Явка                       | Избиратели / Явка                                                          | 5 895 773 | 49,66  |        |       |       |       |
| Источник: Решение Конституционного суда |                                                                            |           |        |        |       |       |       |

## Последствия
Рок Каборе был переизбран президентом в первом раунде. Несмотря на множественные заявления оппозиции о том, что действующие власти готовят электоральные фальсификации, 27 ноября лидер оппозиции Зефирен Диабре признал свое поражение, встретился с Каборе и поздравил его с переизбранием. Оппозиции не удалось предоставить убедительные доказательства фальсификаций, поэтому избирательная комиссия быстро отвергла подозрения, основанные на статистическом анализе. Наблюдатели признали выборы честными. Среди выявленных нарушений было установлено голосование около 30 избирателей при помощи поддельных бюллетеней, поскольку настоящих бюллетеней не оказалось на участке в достаточном количестве. Тем не менее, Халиду Уэдраого, президент местной наблюдательной организации CODEL, заявил, что это не было распространено на других участках.
Результаты выборов были утверждены Конституционным советом Буркина-Фасо 18 декабря 2020 года. Рок Каборе приведен к присяге 28 декабря. Вскоре после этого, он вновь анонсировал конституционный референдум (по проекту конституции, впервые презентованному в 2017 году), который должен изменить форму правления с президентской на полу-президентскую.